# 여휴만만
김수경의 여휴만만은 TBN 강원교통방송(원주 FM 105.9MHz, 춘천 FM 103.7MHz, 강릉 FM 105.5MHz, 양양 FM 95.1MHz, 동해 FM 95.3MHz, 평창 FM 89.3MHz)에서 주말 오후 4시부터 5시 55분까지 방송되는 강원권 지역의 라디오 교양, 오락, 음악 프로그램이다.

## 프로그램 소개
- 즐거운 주말과 휴일, 나른한 오후시간! 편안한 노래와 코너로 함께해요!

## 요일 코너

### 토요일
- 주말의 날씨 : 주말 날씨 예보와 날씨관련 상식 등을 전하는 시간
- 우리말 바로알기 : 아름다운 우리말, 바른말 사용 증진 위한 퀴즈 시간
- 교통안전 길잡이 : 교통안전 상식과 사고 예방법 안내
- 오늘의플레이리스트 : 오늘 어울리는 노래 추천

### 일요일
- 돌아온 가요톱텐 : 과거 가요톱텐의 1위 곡을 알아보는 시간
- 아재능력고사 : 아재퀴즈를 맞추며 아재력을 높이는 시간
- 교통안전 길잡이 : 교통안전 상식과 사고 예방법 안내
- 오늘의플레이리스트 : 오늘 어울리는 노래 추천